# جاك كوندون
جاك كوندون (بالإنجليزية: Jack Condon)‏ هو لاعب كرة قدم أسترالية أسترالي، ولد في 9 مايو 1922 في هاميلتون في أستراليا، وتوفي في 9 أكتوبر 2015.

## وصلات خارجية
- جاك كوندون على موقع AustralianFootball.com (الإنجليزية)
- جاك كوندون على موقع AFLtables.com (الإنجليزية)